# Gaston Féry
Gaston Féry  (né le 24 avril 1900 à Longwy - mort le 29 novembre 1985 à Paimpol) est un athlète français spécialiste du 400 mètres.

## Biographie
Licencié au Racing Club de France de Paris, Gaston Féry remporte son premier titre de champion de France du 400 m en 1919. Sélectionné pour les Jeux olympiques de 1920 se déroulant à Anvers, 
il est éliminé en demi-finale de l'épreuve individuelle mais s'adjuge la médaille de bronze du relais 4 × 400 mètres aux côtés de Géo André, Maurice Delvart et André Devaux.
Il remporte quatre nouveaux titres nationaux consécutifs de 1920 à 1923. Aux Jeux olympiques de 1924, Gaston Féry est éliminé en quart de finale du 400 m et se classe par ailleurs cinquième du relais 4 × 400 m.
Son record personnel sur 400 m est de 49 s 6 (1924). 

## Palmarès
| Date | Compétition     | Lieu   | Résultat | Discipline |
| ---- | --------------- | ------ | -------- | ---------- |
| 1920 | Jeux olympiques | Anvers | 3e       | 4 × 400 m  |

- Champion de France du 400 m en 1919, 1920, 1921, 1922 et 1923.